# (27856) 1995 AX3
1995 أي أكس 3 (ويعرف أيضًا باسم (27856) 1995 أي أكس 3 وفق تسمية الكوكب الصغير) (بالإنجليزية: 1995 AX3)‏ هو كويكب ضمن حزام الكويكبات؛ وترتيبه 27856 من حيث الاكتشاف.
اكتُشف هذا الجُرم الفلكي بواسطة إيريك والتر إلست في 2 يناير 1995.

## وصلات خارجية
- (27856) 1995 AX3 في قاعدة بيانات مختبر الدفع النفاث لأجرام النظام الشمسي الصغيرة

- الاكتشاف · مخطط المدار ·  العناصر المدارية · المعلمات المادية

- (27856) 1995 AX3 على موقع ويكي سكاي: DSS2, SDSS, GALEX, IRAS, Hydrogen α, X-Ray, Astrophoto, Sky Map, Articles and images